# 包气带

包气带(Vadose zone)的示意圖。

包气带(Vadose zone)，或稱滲流帶，是指位于地球表面以下、潜水面以上的地质介质。有时人们也把包气带称为非饱和区（unsaturated zone），但是这两个概念的含义不完全相同。非饱和区一般不包括潜水面之上的毛细上升区（capillary fringe）所附圖中非饱和区包括潜水面之上的毛细上升区和季节性饱和区域。